# Castianeira hongkong
Castianeira hongkong là một loài nhện trong họ Corinnidae.
Loài này thuộc chi Castianeira. Castianeira hongkong được miêu tả năm 1997 bởi Da-xiang Song, Zhu & Wu.